# Fenilalanina
La fenilalanina è un amminoacido che partecipa alla costituzione delle più comuni proteine alimentari. La sua molecola è chirale e apolare. L'enantiomero L è uno dei 20 amminoacidi ordinari; il suo gruppo laterale è un gruppo benzile.

## Importanza biologica
Nell'organismo umano, la fenilalanina è un amminoacido essenziale, cioè non può essere sintetizzato dall'organismo, bensì deve essere assimilato attraverso la dieta. Può essere convertito nella tirosina (da parte dalla fenilalanina idrossilasi) che a sua volta può venire trasformata nell'L-DOPA, nell'epinefrina e nella norepinefrina.
La malattia genetica della fenilchetonuria è dovuta all'incapacità di metabolizzare la fenilalanina. In presenza di tale malattia, nel periodo di tempo intercorrente dall'età neonatale fino alla pubertà, l'accumulo di fenilalanina nel sangue, nelle urine e nei tessuti può provocare un mancato sviluppo del sistema nervoso centrale che si traduce in un ritardo neuromotorio e psichico. Se la malattia viene identificata alla nascita, un trattamento precoce e ben seguito rende possibile uno sviluppo normale e previene la compromissione del sistema nervoso centrale.
Grandi dosi di fenilalanina nel sangue abbassano i livelli di serotonina, evento che porta irrimediabilmente alla voglia di cibo. È un inibitore della sintesi di melanina responsabile della ipopigmentazione di capelli, cute e iride (capelli biondi e occhi azzurri).

## Utilizzo
La fenilalanina è il principale costituente dell'aspartame, un dolcificante usato anche nell'industria alimentare, in special modo nelle bevande gassate.

## Produzione commerciale
La fenilalanina è prodotta in grandi quantità con l'utilizzo del batterio Escherichia coli, che naturalmente produce amminoacidi aromatici come la fenilalanina; la quantità di fenilalanina prodotta per scopi medico-alimentari è stata aumentata con l'applicazione di interventi di bioingegneria su Escherichia coli, alterandone i promotori regolatori oppure amplificando il numero di geni che controllano gli enzimi responsabili della sintesi di amminoacidi.